# Fatah al-Islam

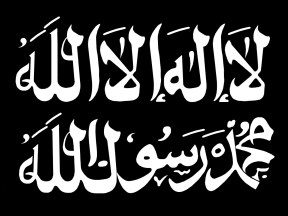
Flagge der Fatah al-Islam

Fatah al-Islam (arabisch فتح الإسلام, DMG Fatḥ al-Islām) ist eine sunnitische radikal-islamische Untergrundorganisation, die vom Flüchtlingslager Nahr al-Bared bei Tripoli im Libanon aus operiert. Sie spaltete sich im November 2006 von der pro-syrischen Fatah al-Intifada ab, die sich ihrerseits 1983 von der Fatah abgetrennt hatte. Ihr wird Nähe zu al-Qaida nachgesagt. Die libanesische Regierung unterstellt der Gruppe Kontakte zum syrischen Geheimdienst, was die Fatah al-Islam jedoch bestreitet. Nach Schätzungen besteht die Gruppe aus 150 bis 200 Kämpfern, darunter auch Veteranen aus dem Irak.
Die Gruppe ist an Kämpfen und Anschlägen gegen Präsident Assad in Syrien beteiligt.

## Führung
Die Fatah al-Islam war von Schakir al-Absi gegründet und geführt worden, der zuletzt († unsicher) im Libanon lebte. Al-Absi verbrachte von 2000 ab drei Jahre wegen Schmuggels von Waffen und Munition in einem Gefängnis in Syrien. Er war ein Anhänger von Abu Musab az-Zarqawi, dem früheren Führer von al-Qaida im Irak. Er wurde im Jahre 2004 in Jordanien von einem Militärgericht in Abwesenheit wegen seiner Verwicklung in das Attentat auf den US-amerikanischen Diplomaten Laurence Foley zum Tode verurteilt. Der offizielle Sprecher der Gruppe ist Abu Salim.

## Ziele
Nach Angaben al-Absis ist ein Ziel der Gruppe, die palästinensischen Flüchtlingslager nach der Scharia zu regieren. Andere Ziele sind die Bekämpfung Israels und der USA. Die Organisation drohte auch mit Angriffen gegen Soldaten der UNIFIL-Schutztruppe im Südlibanon.

## Finanzierung
Laut der Arbeitsstelle AKUF der Universität Hamburg erhielt die Fatah al-Islam ihre finanziellen Mittel überwiegend über Saudi-Arabien.

## Geschichte
Im Dezember 2006 wurde bekannt, dass ein hoher UN-Funktionär durch den Vertreter der PLO im Libanon, Abbas Zaki, von einem Komplott der Fatah al-Islam in Kenntnis gesetzt worden sei, 36 anti-syrische Personen im Libanon zu liquidieren.
Nach Angaben der libanesischen Regierung haben vier syrische Mitglieder der Fatah al-Islam gestanden, am 13. Februar 2007 zwei Bombenanschläge auf Busse in dem überwiegend von Christen bewohnten Ort Ain-Alaq unweit von Beirut verübt zu haben. Al-Absi verneinte jedoch eine Beteiligung seiner Organisation an den Anschlägen, da diese nicht vorhabe, innerhalb des Libanons zuzuschlagen.
Am 20. Mai 2007 brachen in dem palästinensischen Flüchtlingslager Nahr al-Bared heftige Gefechte zwischen Angehörigen der militanten Palästinenserorganisation und der libanesischen Armee aus, als diese Bankräuber verfolgten. Der libanesischen Armee ist es seit 1968 verboten, die palästinensischen Flüchtlingslager zu betreten. Die Kämpfe dauerten bis zum 2. September an. Mehr als 130 Kämpfer der Fatah al-Islam, 157 libanesische Soldaten und 42 Zivilisten starben. Unter den getöteten Fatah-al-Islam-Kämpfern befand sich vermutlich auch die Nummer eins der Fatah al-Islam Shakir al-Absi, die Nummer vier Saddam al-Hajdib, der einer der Hintermänner bei dem versuchten Bombenanschlägen auf zwei deutsche Regionalbahnen im Juli 2006 gewesen sein soll, sowie Abu Yazan, der dritte Mann in der Führungsriege der militanten Organisation.
Der US-amerikanische Enthüllungsjournalist Seymour Hersh behauptete, dass die libanesische Regierung anfänglich die Gruppe unterstützt habe, weil sie geglaubt habe, durch eine solche Unterstützung würde Hisbollah geschwächt. Auch die Regierung der Vereinigten Staaten soll nach Hersh Fatah al-Islam ausgenutzt haben, um dem wachsenden Einfluss der Schia im Libanon entgegenzuwirken, aber dass „diese Politik [die USA] in den Hintern gebissen hat“. Hershs Anschuldigungen stehen aber im Widerspruch zu den Vorwürfen der libanesischen Regierung, Fatah al-Islam sei von der syrischen Regierung gesteuert.
Die spanische Regierung beschuldigt die Fatah al-Islam, einen Bombenanschlag auf spanische UNIFIL-Soldaten am 24. Juni 2007 verübt zu haben, bei dem sechs Soldaten starben. Die Fatah al-Islam hatte zuvor mit Anschlägen gegen die UNIFIL-Soldaten gedroht und behauptet, diese hätten in den Kampf um Nahr al-Bared eingegriffen, was von UNILFIL bestritten wird.
Am 20. April 2012 kam einer ihrer Führer, der Chef-Bombenbauer Abdel Ghani Jawhar, in Syrien ums Leben. Er hatte sich versehentlich selbst in die Luft gesprengt.